# 北陸電力リビングサービス
株式会社北陸電力リビングサービス（ほくりくでんりょくりびんぐさーびす、英称：Hokuriku Electric Power Living Service）は富山県富山市に本社を置く企業で、北陸電力の子会社である。

## 会社概要
- 設立 - 1987年（昭和62年）7月1日
- 資本金 - 5,000万円
- 事業内容 - 電化コンサルティング、オール電化住宅（エコキュート・IHクッキングヒーター等）の設営・メンテナンス
- 従業員数 - 94名（2021年3月31日現在）

## 事業所
- 本店
  - 富山県富山市牛島町15-1（郵便番号 930-0858）
- 営業所
  - 富山県 - 富山、魚津、高岡、となみ野（南砺市）
  - 石川県 - 金沢、小松、七尾、輪島、珠洲
  - 福井県 - 福井、丹南（越前市）、奥越（大野市）、敦賀
  - 岐阜県 - 神岡（飛騨市神岡町）
- PR施設
  - 7施設あったPR施設は経営効率化のため、2018年3月31日をもって廃止された。